# Championnat d'Angleterre masculin de volley-ball
Le championnat d'Angleterre de première division de volley-ball, est la plus importante compétition nationale organisé par la Fédération anglaise de volley-ball (English Volleyball Association, EVA), il a été créé en 1977.

## Palmarès
| Année | Champion               | Finaliste                 | Troisième               |
| ----- | ---------------------- | ------------------------- | ----------------------- |
| 1978  | Sefton A               | Blokk 75 & Deeside        |                         |
| 1979  | Kestrels               | Speedwell                 |                         |
| 1980  | Speedwell Furness      | Kelly Girl International  |                         |
| 1981  | Non disputé            | Non disputé               | Non disputé             |
| 1982  | Speedwell Rucanor      | Kelly Girl International  |                         |
| 1983  | Speedwell Rucanor      | Kelly Girl International  |                         |
| 1984  | Capital City Spikers   | Polonia London            |                         |
| 1985  | Team Mizuno            | Speedwell Rucanor         |                         |
| 1986  | Polonia London         | Speedwell Rucanor         |                         |
| 1987  | Speedwell Rucanor      | Polonia London            |                         |
| 1988  | Malory CLC             | Liverpool City            |                         |
| 1989  | Malory CLC             | Star Aquila               |                         |
| 1990  | Team Mizuno Malory     | Speedwell Rucanor         |                         |
| 1991  | Team Mizuno Malory     | Polonia Ealing            |                         |
| 1992  | Team Mizuno Malory     | Reebok Liverpool          |                         |
| 1993  | Mizuno Lewisham        | KLEA Leeds                |                         |
| 1994  | Mizuno Malory Lewisham | Polonia Ealing            |                         |
| 1995  | Mizuno Malory Lewisham | Newcastle Staffs          |                         |
| 1996  | Mizuno Malory Lewisham | Newcastle Staffs          |                         |
| 1997  | Malory Lewisham        | Tooting Aquila            |                         |
| 1998  | Tooting Aquila         | Malory Lewisham           |                         |
| 1999  | Malory London          | City of Stoke             |                         |
| 2000  | Malory London          | Wessex 1                  |                         |
| 2001  | Malory London          | Portsmouth Mayfield1      |                         |
| 2002  | Malory London          | London Docklands          |                         |
| 2003  | London Malory          | London Docklands          |                         |
| 2004  | London Malory          | Warwick Riga              | London Docklands        |
| 2005  | London Malory          | London Docklands          | Sheffield VC            |
| 2006  | London Malory          | London Docklands          | City of Bristol 1       |
| 2007  | London Docklands       | London Malory             | Polonia London          |
| 2008  | London Malory          | Sheffield Volleyball Club | Coventry & Warwick Riga |
| 2009  | Sheffield VC           | Coventry & Warwick Riga   | Malory Eagles London    |
| 2010  | Malory Eagles London   | Sheffield VC              | London Docklands        |
| 2011  | Polonia London         | Leeds Carnegie            | Sheffield VC            |
| 2012  | Leeds Carnegie         | Polonia London            | Team Northumbria        |
| 2013  | Polonia London         | Team Northumbria          |                         |
| 2014  | Sheffield VC           | Team Northumbria          |                         |
| 2015  | Team Northumbria       | Sheffield VC              |                         |
| 2016  | Polonia London         | Team Northumbria          |                         |
| 2017  | Polonia London         | Sheffield VC              |                         |
| 2018  | Team Northumbria       | Polonia London            | Sheffield VC            |
| 2019  | Polonia London         | Durham University         | Wessex VC               |